# Volkswagen GTI Roadster Vision Gran Turismo
La Volkswagen GTI Roadster Vision Gran Turismo è una concept car sportiva realizzata dalla Volkswagen nel 2014.

## Sviluppo
La concept car, presentata al Worthersee Treffen 2014, traeva origine da un altro prototipo, la Vision GTI, nata da un concorso creato per i giovani designer di Volkswagen e voluto dal responsabile dello stile di Wolfsburg, Klaus Bischoff: ciò in risposta all'invito di Sony per la realizzazione dal vero di una Volkswagen che celebrasse i primi quindici anni del simulatore di guida Gran Turismo, giunto alla sesta edizione.

## Tecnica
Il mezzo, come evidenziato dal nome, era in configurazione roadster, dotato di un telaio formato da due gusci in fibra di carbonio separati da un elemento centrale. Basata su di una piattaforma modulare trasversale denominata MQB (Modular Querbaukasten), la GTI Roadster Vision era equipaggiata con un propulsore 3.0 V6 TSI con doppio turbocompressore dalla potenza di 503 CV con 560 N·m di coppia gestito da un cambio DSG a doppia frizione e 7 rapporti; ciò permetteva un'accelerazione da 0 a 100 km/h in 3,6 secondi, con velocità massima di 310 km/h. La trazione era di tipo integrale 4Motion, mentre gli pneumatici in misura 235/35 all'anteriore e 275/30 al posteriore incameravano cerchi sportivi da 20".